# Francisco Borja Enrique Ayesa
Francisco Borja Enrique Ayesa, conegut futbolísticament com a Neru (nascut el 20 de gener de 1974 a Santander, Cantàbria), és un futbolista que juga actualment a l'Sporting de Gijón.